# 천애명월도 온라인
천애명월도 온라인(한국 한자: 天涯明月刀, 영어: Moonlight Blade)은 텐센트 산하의 오로라 스튜디오에서 개발한 MMORPG 온라인 게임이다. 국내 서비스는 넥슨에서 담당하였으며, 중국 3대 무협 작가 '고룡'의 원작을 바탕으로 제작해 각양각색의 인간 군상들이 펼쳐내는 탄탄한 스토리와 광활하게 펼쳐진 아름다운 세계, 무협의 초식을 그대로 재현한 액션이 특징이다. 해당 게임은 2023년 1월 19일에 종료되었다.

## 팔황 문파
- 태백

장문: 풍무흔

문파소재지: 진천
- 진무

장문: 장몽백

문파소재지: 양주
- 신위

장문: 한학신

문파소재지: 연운
- 개방

장문: 강광

문파소재지: 형호
- 당문

장문: 왕길군

문파소재지: 파촉
- 천향

장문: 량여음

문파소재지: 동월
- 오독

문파소재지: 운전；
- 소림

문파소재지: 개봉
- 신도

원천 문파

문파소재지: 서해

## 사대 맹회
- 제왕주

엽지추

강남 반룡총타
- 한강성

곡무억

운전 복룡령총타
- 수룡음

당청풍

구화 자양총타
- 만리살

리옥당

연운 만리살총타